# Kanton Le Prêcheur
Kanton Le Prêcheur is een voormalig kanton van het Franse departement Martinique. Kanton Le Prêcheur maakte deel uit van het arrondissement Saint-Pierre en telde 1.699 inwoners (2007). Het kanton had een oppervlakte van 29,92 km² en een dichtheid van 57 inwoners per vierkante kilometer. Het werd zoals alle kantons van Martinique opgeheven op 1 januari 2016.

## Gemeenten
Het kanton Le Prêcheur omvatte uitsluitend de  gemeente Le Prêcheur